# Broad City
Broad City è una serie televisiva statunitense creata e interpretata da Ilana Glazer e Abbi Jacobson.
È basata sull'omonima web serie prodotta indipendentemente dal 2009 al 2011.
La creazione della serie web è iniziata dopo che Glazer aveva registrato uno scarso riscontro su un progetto su cui lei ed un suo sodale stavano lavorando. Dopo aver espresso la sua frustrazione a Jacobson, le due decisero di lavorare insieme a un progetto, creando alla fine Broad City. La serie si basa sull'amicizia della vita reale di Glazer e Jacobson e sul loro tentativo di "farcela" a New York.
Amy Poehler è uno dei produttori esecutivi della serie ed è apparsa nel finale della serie web.
La serie è stata presentata per la prima volta su Comedy Central il 22 gennaio 2014. La quarta stagione di Broad City viene trasmessa dal 13 settembre 2017. La serie è stata anche rinnovata per una quinta stagione. Il 17 aprile 2018, viene annunciato che la quinta stagione, prevista per il 24 gennaio 2019, sarà l'ultima.
In Italia la serie viene trasmessa su Comedy Central dal 4 marzo al 19 agosto 2024.

## Trama
Broad City segue Ilana e Abbi, due donne ebree americane sui vent'anni, che vivono avventure di spensieratezza e frivolezza a New York. Ilana cerca di evitare di lavorare il più possibile mentre persegue il suo implacabile edonismo, mentre Abbi cerca di fare una carriera come illustratrice, spesso distratta dagli schemi di Ilana.

## Episodi
| Stagioni         | Episodi | Prima TV USA | Prima TV Italia |
| ---------------- | ------- | ------------ | --------------- |
| Prima stagione   | 10      | 2014         | 2024            |
| Seconda stagione | 10      | 2015         | 2024            |
| Terza stagione   | 10      | 2016         | 2024            |
| Quarta stagione  | 10      | 2017         | 2024            |
| Quinta stagione  | 10      | 2019         | 2024            |

## Personaggi e interpreti

### Personaggi principali
- Abbalah "Abbi" Abrams, interpretata da Abbi Jacobson.[4][13] È una venticinquenne di Filadelfia. Come la sua migliore amica, Ilana, le piace fumare marijuana, anche se meno spesso. Per la maggior parte della serie, Abbi ha lavorato come addetto alle pulizie in un centro fitness chiamato Soulstice (una parodia di Equinox[14] e SoulCycle[15]). Alla fine viene promossa a formatore e inizia a insegnare lezioni di fitness per anziani. È anche un'illustratrice in difficoltà che sogna di abbandonare Soulstice per perseguire l'arte a tempo pieno. Abbi si sforza di trovare un equilibrio tra l'essere un adulto responsabile e autosufficiente pur essendo amante del divertimento e spirito libero come Ilana. Ha una compagna di stanza che non si vede mai, anche se il fidanzato freelance Matt della sua compagna di stanza, chiamato con il suo cognome "Bevers", è sempre in giro. Abbi ha una grande cotta per il suo vicino Jeremy, ma riesce a mettersi in imbarazzo ogni volta che lei è intorno a lui. Finalmente dormono insieme, ma si rompono dopo una discussione su un dildo. Alla fine della terza stagione, inizia ad uscire con il suo capo Trey, ma cerca di tenerlo segreto per l'imbarazzo. Abbi è la più equilibrata delle due, ma può perdere la testa quando è intossicata o partecipa alla competizione.
- Ilana Wexler, interpretata da Ilana Glazer.[4] È una donna di ventidue anni di Long Island. Lei è un'appassionata di marijuana ed è spesso ignara di come gli altri reagiscono alle sue buffonate auto-assorbite. Per la maggior parte della serie, Ilana ha lavorato in una società di vendita anonima chiamata Deals Deals Deals, ma raramente ha fatto del lavoro e spesso ha fatto pause di ore lavorative. È stata disprezzata dai suoi colleghi a causa del suo atteggiamento pigro, ma il suo passivo capo Todd ha mantenuto il suo lavoro a causa della sua sottomissione. Alla fine è stata licenziata dopo aver pubblicato il video di zoofilia "Mr. Hands" nell'account Twitter dell'azienda. Condivide un appartamento con un immigrato gay di nome Jaimé, e fino alla fine della terza stagione ha avuto una relazione sessuale continuativa con Lincoln, un dentista mite. Ilana considera la loro relazione come "puramente fisica", con grande sgomento di Lincoln, anche se spesso mostra una cura genuina per lui. Rispetto alla sua migliore amica Abbi, è più libera di spirito e sessualmente liberata, ma ogni scappatoia ha conseguenze non volute, che di solito colpiscono Abbi, che viene trascinata a malincuore negli schemi di Ilana.

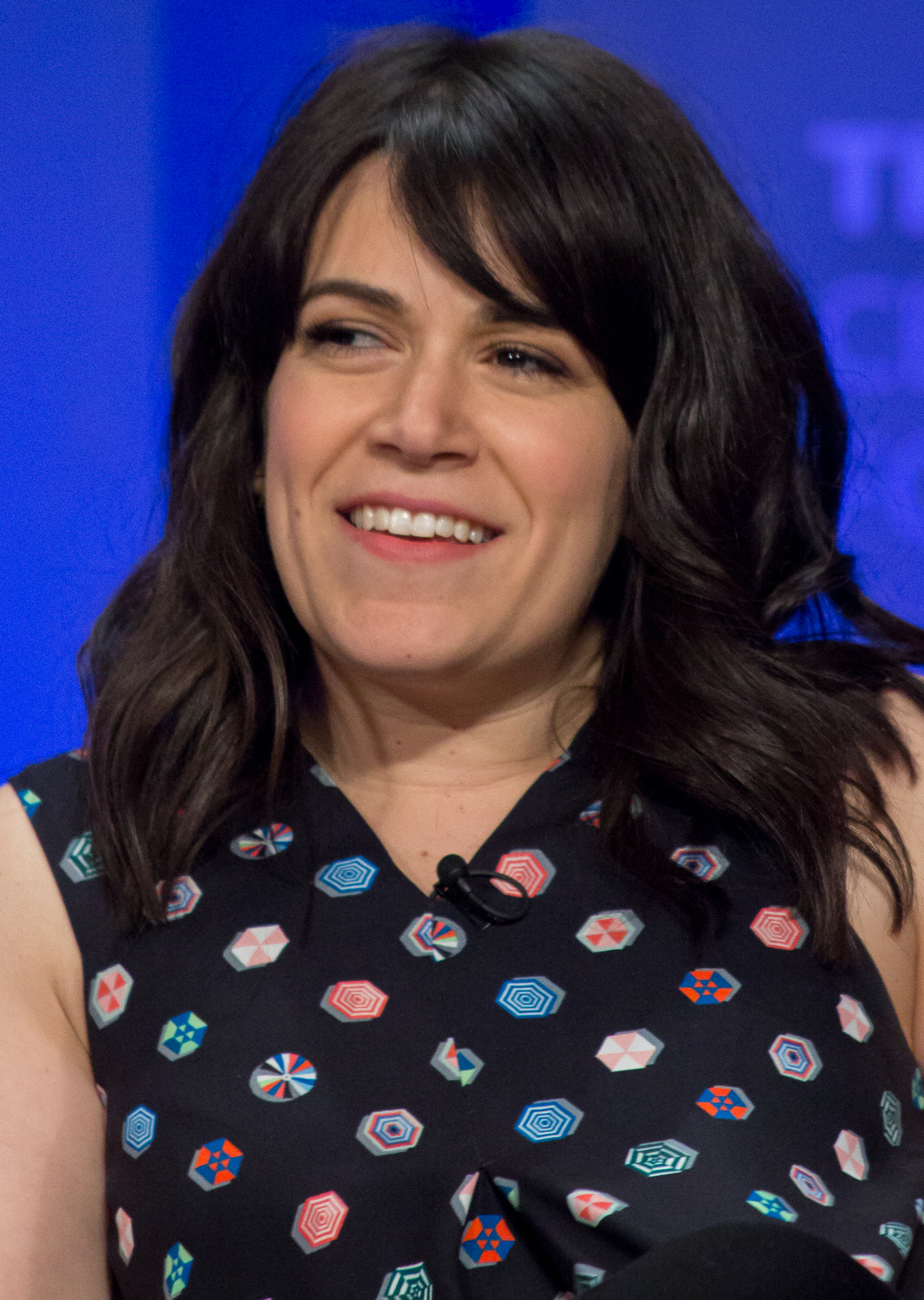
Abbi Jacobson interpreta Abbalah "Abbi" Abrams.
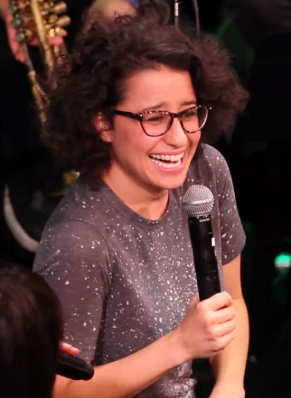
Ilana Glazer interpreta Ilana Wexler.

### Personaggi ricorrenti
- Lincoln Rice, interpretato da Hannibal Buress. È un dentista pediatrico di successo con cui Ilana ha una relazione sessuale casuale. Ha sentimenti romantici per Ilana e vuole portare avanti la loro relazione, ma lei vuole rimanere amica del sesso. È un tipo divertente, disinvolto e spesso gioca e racconta barzellette con i suoi pazienti odontoiatrici. È anche un fedele amico di Abbi. Nella terza stagione, decide che per essere monogamo con una nuova fidanzata di nome Stephanie, non può più fare sesso con Ilana e non ritiene di poter essere amici. Nella quarta stagione, Ilana e Lincoln decidono di provare una relazione seria da almeno un anno.
- Trey Pucker, interpretato da Paul W. Downs. Il capo di Abbi a Soulstice. È un ragazzo davvero simpatico e un appassionato di salute e fitness. Quando aveva 18 anni, ha realizzato video di masturbazione fatto in casa con il nome "Kirk Steele". Abbi e Trey hanno iniziato a frequentarsi nella terza stagione, anche se Abbi ha tentato di tenerlo segreto per imbarazzo e lo ha lasciato umiliato quando l'ha sentita descrivendolo a Ilana come una "barzelletta" e un "piacere colpevole".
- Matt Bevers, interpretato da John Gemberling. Il fidanzato (mai visto) della compagna di stanza di Abbi, che sembra non partire mai. È un freeloader disordinato e disgustoso che mangia il cibo di Abbi e vive nel suo appartamento senza affitto. Nonostante ciò, ha dimostrato di avere un lato dolce e sensibile. È ignaro del disprezzo di Abbi per lui e li considera migliori amici. La première della quarta stagione rivelò che quando incontrò Abbi, era altruista e in una forma migliore, e sottintendeva che i suoi modi grossolani venivano fuori perché Abbi lo incoraggiò inconsapevolmente ad essere così.
- Jaimé Castro, interpretato da Arturo Castro. Il compagno di stanza gay di Ilana. Jaimé è un immigrato guatemalteco che mostra estremo senso di colpa per ciò che percepisce come torto che ha commesso contro i suoi amici; tuttavia, di solito sono minori trasgressioni. Diventa un cittadino americano nella seconda stagione. Lui e Ilana avevano una relazione nel 2011 quando erano entrambi studenti della New York University.
- Jeremy Santos , interpretato da Stephen Schneider. Il vicino di casa di Abbi, su quale ha una grande cotta; è educato e disinvolto, ma la sua sola presenza riduce Abbi a comportamenti spiacevoli e nervosi. Abbi e Jeremy alla fine fanno sesso insieme, ma si rompono dopo aver rovinato il suo dildo cinturino personalizzato e non riesce a trovare un sostituto adatto.
- Todd, interpretato da Chris Gethard. L'ex capo di Ilana presso Deals! Deals! Deals! Era generalmente sottomesso e inefficace nel tentativo di frenare la mancanza di impegno di Ilana nel lavoro, ma alla fine ha avuto il coraggio di sbarazzarsene definitivamente nella terza stagione.
- Nicole, interpretata da Nicole Drespel. L'ex collaboratrice di Ilana, una lavoratrice seria che disapprova Ilana e segretamente documenta le sue attività in ufficio.
- Eliot, interpretato da Eliot Glazer. Il fratello gay di Ilana che ha ottenuto una promozione al lavoro che lo obbligava a trasferirsi a Londra in Inghilterra.
- Bobbi Wexler, interpretata da Susie Essman. La madre di Ilana e Eliot, che vive a Long Island e ama le borse a tracolla di alta qualità.
- Arthur Wexler, interpretato da Bob Balaban. Il padre di Ilana e Eliot, che vive a Long Island.

## Produzione

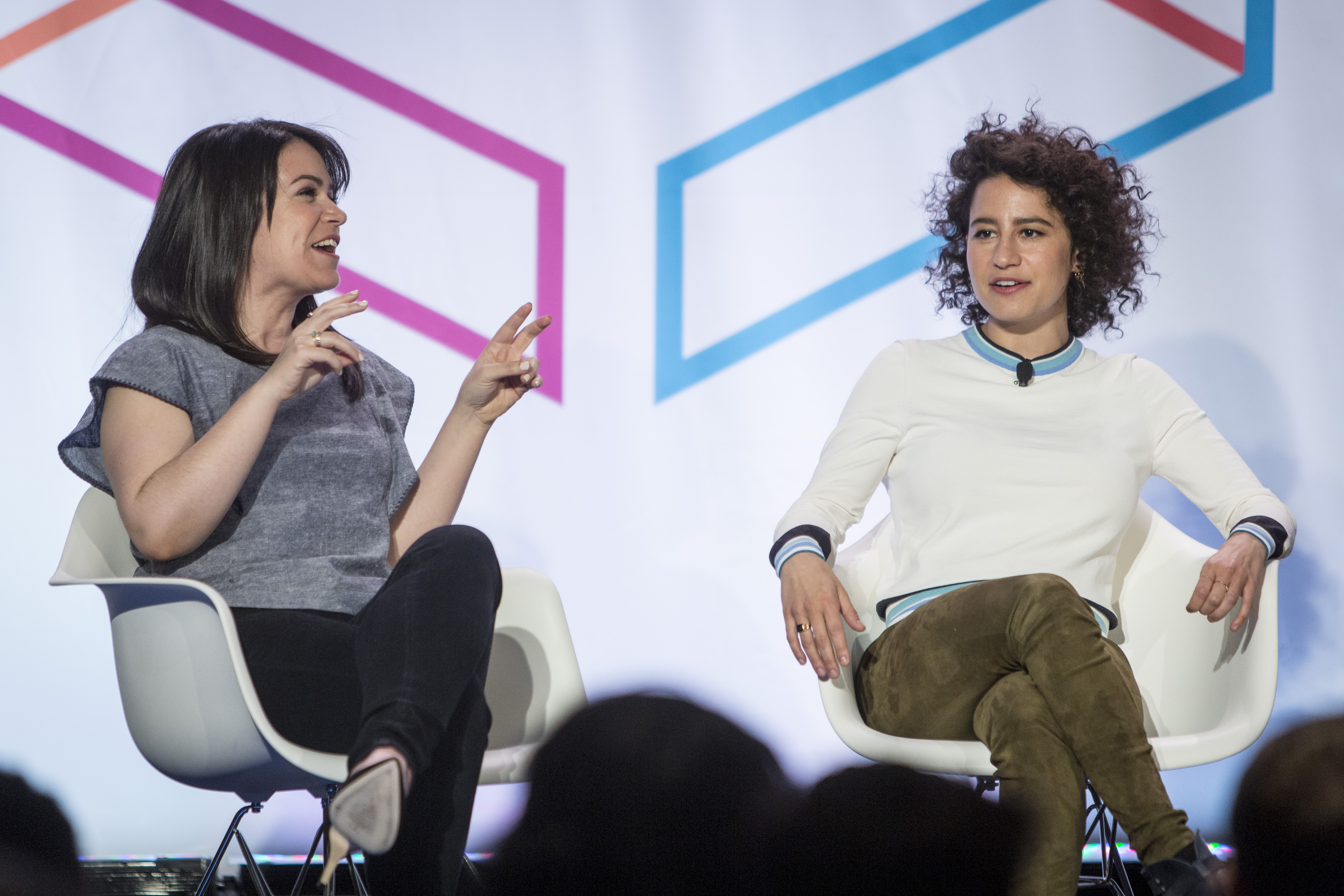
Abbi Jacobson (sinistra) e Ilana Glazer (destra) all'Internet Week New York nel maggio 2015.

Glazer e Jacobson si sono incontrate quando entrambe avevano frequentato i corsi della Upright Citizens Brigade. Nel febbraio 2010 hanno iniziato la propria web serie su YouTube, che si è rivelata popolare. Amy Poehler è venuta a conoscenza della serie (essendo la fondatrice ed insegnante dell'Upright Citizens Brigade) e ha fatto da mentore a Glazer e Jacobson, diventando produttore esecutivo quando lo show è arrivato in TV. Quando Glazer e Jacobson hanno scritto la sceneggiatura del pilota, i loro personaggi si chiamavano rispettivamente Evelyn Wexler e Carly Abrams, ma alla fine hanno deciso di usare i loro veri nomi. La coppia ha continuato a scrivere la maggior parte degli episodi insieme, con circa la metà degli episodi fino ad oggi con il loro nome di scrittori.
Paul W. Downs, che produce e interpreta Trey, ha scritto diversi episodi della serie con Lucia Aniello, che ha anche prodotto e diretto episodi della serie. Paul ha scritto  gli episodi "Working Girls" della prima stagione e "Knockoffs" e "Coat Check" della seconda stagione.

## Controversie

### Maglietta "Broad Fucking City"
Il 23 marzo 2015, lo studente universitario Daniel Podolsky fu fatto rimuovere da un volo della Southwest Airlines dopo esser stato fermato a St. Louis da un guardiano del gate che gli aveva sottratto una maglietta tematica della serie su cui era stampata la scritta Broad Fucking City. La vicenda inizialmente godé della copertura mediatica su una filiale locale della Fox, KTVI, per poi venire ripresa da TheBlaze di Glenn Beck, che la rese virale, facendole raggiungengere le piattaforme di notizie come BuzzFeed, il sito della CNN e Vice News, ed è stata anche presentata come "Momento di Zen" nel The Daily Show. La stessa Ilana Glazer s'espresse sulla vicenda col semplice tweet "Ti amo, Daniel Podolsky", con in allegato l'originale storia di TheBlaze.

## Accoglienza

### Ascolti
Dal suo debutto nel 2014, Broad City ha ottenuto buoni risultati, con una media di 1,2 milioni di spettatori per episodio, diventando la prima stagione più votata di Comedy Central dal 2012 tra i giovani, compresi gli adulti 18-34.
Nonostante il successo commerciale iniziale e le continue critiche positive, a marzo 2016 lo spettacolo ha ricevuto ben meno di 1 milione di spettatori, con meno di 600.000 interventi di sintonizzazione nella seconda settimana del mese.

### Critica
La serie ha ricevuto il plauso della critica. Su Metacritic ha ricevuto "recensioni generalmente favorevoli", assegnandole un punteggio di 75 su 100, basato su recensioni di 14 critici. Karen Valby di Entertainment Weekly ha descritto lo spettacolo come una "commedia profondamente strana, stranamente dolce e completamente esilarante". Il Wall Street Journal si riferiva allo spettacolo come "Sneak Attack Feminism". Il critico Megan Angelo cita Abbi Jacobson: "Se guardi uno dei nostri episodi, non c'è un grande messaggio, ma se li guardi tutti, penso, danno potere alle donne.". Caroline Framke di The A.V. Club ha scritto che Broad City era "degna di essere guardata" nonostante la sua "premessa ben fatta" e che la serie è "straordinariamente padrona di sé, anche nel suo primo episodio.".

#### Prima stagione
La prima stagione dello show ha ricevuto una valutazione "Certified Fresh" del 96% da Rotten Tomatoes, basata su recensioni di 23 critici, con il consenso del sito che afferma: "Dai suoi talentuosi produttori alla sua scrittura intelligente e ai suoi fantastici lead, Broad City vanta una bellezza non comune.". The A.V. Club ha nominato Broad City il secondo miglior programma televisivo del 2014 per la sua prima stagione.

#### Seconda stagione
La seconda stagione ha ottenuto recensioni positive. Su Metacritic ha ottenuto un punteggio di 89 su 100, basato su recensioni di 8 critici, che indicavano "un plauso universale". Rotten Tomatoes ha assegnato alla seconda stagione una valutazione del 100%, basata su recensioni di 11 critici, con il consenso del sito: "Guidata da due delle donne più divertenti in TV, Broad City usa la vibrante chimica delle sue stelle per conferire un elemento di autenticità alla commedia caotica ma illuminante dello show.".

#### Terza stagione
Anche la terza stagione ha ottenuto recensioni positive. Metacritic gli ha dato un punteggio di 87 su 100, basato su recensioni di 8 critici, che indicavano "un plauso universale". Su Rotten Tomatoes, ha un indice di gradimento del 100%, basato su 17 recensioni. Ben Travers di Indiewire riassume ciò che vede come i punti di forza dei primi due episodi della terza stagione: "Ogni mezz'ora si sente come libera e impetuosa come Ilana è così audacemente, ma anche come meticolosamente messa insieme come Abby si sforza di essere ... l'integrazione dei suoi due creativi atteggiamenti nel nucleo del trucco della serie aiuta ad illustrare come è davvero rivoluzionaria Broad City.".

#### Quarta stagione
La quarta stagione è stata acclamata dalla critica. Su Rotten Tomatoes ha una valutazione del 100%, basato su 14 recensioni. Su Metacric, invece, ha un punteggio di 85 su 100, basato su 5 recensioni.

#### Quinta stagione
Anche la quinta e ultima stagione è stata accolta positivamente dalla critica. Su Rotten Tomatoes ha una valutazione del 100%, basato su 12 recensioni. Il commento consensuale del sito recita: "Glazer e Jacobson danno al popolo esattamente quello che vogliono nella stagione finale di Broad City: contenuti affabili, intimità discutibile e avventure geniali attraverso il glorioso squallore di IRL New York". Su Metacric, invece, ha un punteggio di 80 su 100, basato su 4 recensioni.

## Riconoscimenti
- 2014 - Critics' Choice Television Awards[38]
  - Nomination alla Miglior serie TV commedia
  - Nomination alla Miglior attrice in una serie TV commedia a Ilana Glazer
- 2015 - Critics' Choice Television Awards[39]
  - Nomination alla Miglior serie TV commedia
  - Nomination alla Miglior attrice in una serie TV commedia a Ilana Glazer
  - Nomination alla Miglior guest star in una serie commedia a Susie Essman
- 2017 - MTV Movie & TV Awards[40]
  - Nomination alla Miglior performance comica a Ilana Glazer e Abbi Jacobson